# Синдром Питта — Хопкинса
Синдром Питта — Хопкинса — редкое генетическое заболевание, которое характеризуется умственной отсталостью, широким ртом и отличительными чертами лица, а также прерывистой гипервентиляцией с одышкой. По мере дальнейшего изучения синдрома Питта-Хопкинса спектр расстройств развития всё расширяется и может также включать проблемы с повышенной тревожностью, аутизмом, СДВГ и сенсорными расстройствами. Это связано с аномалией в хромосоме 18. В частности, это вызвано недостаточной экспрессией гена TCF4.
Этот синдром назван в честь  Д. Питта из The Children's Cottages Training Centre в Кью  и И. Хопкинса из Royal Children's Hospital в Мельбурне, описавших его в 1978 году.
Синдром Питта — Хопкинса традиционно ассоциируется с тяжелыми когнитивными нарушениями, однако истинный интеллект трудно измерить из-за двигательных и речевых проблем. Благодаря аугментативному общению и более прогрессивным методам лечения многие люди могут достичь гораздо большего, чем первоначально предполагалось. Стало яснее, что у пациентов Питта-Хопкинса есть более широкий диапазон когнитивных способностей, чем сообщается в большей части научной литературы. Исследователи разработали модели клеток и грызунов для тестирования методов лечения Питта-Хопкинса.
Распространенность синдрома Питта — Хопкинса предположительно составляет от 1:11 000 до 1:41 000.

## Генетика
Генетическая причина этого заболевания была описана в 2007 году. Эта болезнь возникает из-за гаплонедостаточности гена транскрипционного фактора 4 (TCF4), который находится в длинном плече хромосомы 18 (18q21.2). Мутационный спектр состоит из 40% точечных мутаций, 30% небольших делеций/вставок и 30% делеций. Все они кажутся мутациями de novo. Риск у братьев и сестер низкий, но выше, чем у населения в целом, из-за мозаицизма зародышевой линии родителей.
Фенотип, подобный сопровождающему синдром Питта-Хопкинса, сопровождал аутосомные рецессивные мутации гена CNTNAP2  ("контактин-ассоциированно-подобный белок-2", англ. Contactin associated protein-like 2) на длинном плече хромосомы 7 (7q33-q36) и гена нейрексина 1 альфа (NRXN1) на коротком плече хромосомы 2 (2p16.3).
При МРТ-обследовании у примерно 60–70% пациентов можно увидеть пороки развития ЦНС.
У пациентов с синдромом Питта-Хопкинса в случае делеции TCF4 могут отсутствовать характерные для синдрома черты лица.

## Диагностика
Не существует определенных диагностических критериев, но есть несколько симптомов, подтверждающих диагноз Синдром Питта — Хопкинса. Вот некоторые примеры: лицевой дисмофизм, глобальная задержка развития с её ранним началом, умственная отсталость от умеренной до тяжелой, нарушения дыхания и отсутствие других серьезных врожденных аномалий.
Сообщается, что у половины людей с синдромом Питта — Хопкинса эпилептические припадки начинаются с детства до позднего подросткового возраста.
Около 50 % пострадавших показывают отклонения в строении головного мозга. К ним относятся гипоплазия мозолистого тела, отсутствие у него клюва или киля (rostrum) и задней части валикa (splenium), наличие выпуклых хвостатых ядер, выпирающих по направлению к боковым желудочкам.
Электроэнцефалограмма показывает избыток медленных компонентов.
По клиническому диагнозу синдром Питта — Хопкинса находится в той же группе, что и Первазивные расстройства развития.
Когда у пациента подозревают наличие Синдром Питта — Хопкинса, обычно проводят генетические иледования гена TCF4

### Дифференциальная диагностика
Синдром Питта — Хопкинса симптоматически сходен с синдромом Ангельмана, синдромом Ретта и синдромом Моуэта-Вильсона.
Синдром Ангельмана больше всего напоминает Синдром Питта — Хопкинса. В обоих случаях у пациентов отсутствует речь и «счастливый» характер. Из всех вариантов синдром Ретта наименее близок к синдрому Питта — Хопкинса. Этот синдром рассматривается как прогрессирующая энцефалопатия. И синдром Ангельмана, и синдром Ретта лишены характерных черт лица, характерных для Синдром Питта — Хопкинса. Синдром Моуэта-Вильсона наблюдается в раннем младенчестве и характеризуется характерными лицевыми аномалиями.

## История
Этот синдром был впервые описан в 1978 году Д. Питтом и И. Хопкинсом (The Children’s Cottages Training Centre, Kew and Royal Children’s Hospital, Melbourne, Australia) у двух не связанных между собой пациентов.
Профессор Филипп Билс (англ. Phillip Beales) из Института детского здоровья, предположил, что дикий ребёнок Питер страдал данным заболеванием.